# Pite BF
Pite Bowlingförening (PBF) är en bowlingförening i Piteå som bildades 27 april 1990 i Munksunds Skola genom en sammanslagning av klubbarna Bowlingklubben Polar och Pitholms Bowlingklubb. Sammanslagningen genomfördes efter att de båda lagen under många år hade åkt hiss upp och ner mellan serierna.
Pite Bowlingförening hade från början två lag, ett i nordallsvenskan och ett i division ett Norrland.
Pite BF har sina hemmabanor i bowlinghallen Bowlingarenan AB som ligger på Norrmalmiaområdet i centrala Piteå.